# Ursula de Münsterberg
Ursula von Münsterberg, duchesse de Münsterberg et Troppau et comtesse de Glatz (née dans les années 1490 probablement à Cieszyn, morte après le 2 février 1534 probablement à l'abbaye de Gernrode ou à Legnica) est une membre de l'Ordre de Sainte-Marie-Madeleine (de) devenue une auteure évangélique.

## Biographie
Ursula, petite-fille du roi Georges de Bohême, est issue de la maison de Poděbrady. Ses parents sont le duc Victor de Poděbrady (1443-1500) et Marguerite (Alena Margherita) Paléologue de Montferrat (morte en 1496 ou après 1500). Orpheline, elle grandit avec sa tante Sidonie de Bohême à la cour de son cousin, le duc Georges de Saxe, à Dresde.
Vers 1508-1510, Ursula entre dans le couvent des Magdaléniennes à Freiberg lorsqu'elle est enfant à la demande de sa tante Sidonie et prononça ses vœux religieux. Ses coreligionnaires l'appelaient « la demoiselle ». Elle correspond avec sa tante au deuxième degré, la duchesse Marguerite de Münsterberg (de).
Ursula de Münsterberg découvre probablement les écrits de Martin Luther par le biais de Lorenz Soranus (mort en 1531), jusqu'en 1526 environ, maître de conférences au monastère franciscain de Freiberg. Le magistrat Andreas Bodenschatz (mort en 1553), expulsé de Leipzig et qui prêchait au couvent des Magdaléniennes de Freiberg depuis 1526, est également évangélique. Catherine de Mecklembourg, la femme, à ce moment catholique, de son cousin Henri IV de Saxe, avait apparemment fait entrer clandestinement des livres luthériens dans le couvent. Le 6 octobre 1528, Ursula de Münsterberg part sous l'influence de la Réforme avec Dorothea Tanberg (Thannsberg) (née vers 1510, morte après 1548) de Freiberg et Margaretha Volckmar de Leipzig. Une autre religieuse, Katharina Wildeck (morte après 1538), fille ou nièce du conseiller de Zwickau Hans Wildeck , veut à l'origine les rejoindre, mais change de décision.
Ursula de Münsterberg s'enfuit vers l'électorat de Saxe par Leisnig, où elle trouve refuge auprès du pasteur Dominikus Beyer (1477-1552), un ancien franciscain de Freiberg, à Wittenberg. Elle publie un opuscule peu avant de quitter le monastère en avril 1528, dans lequel elle justifie sa démission dans 69 articles. Martin Luther écrit un épilogue à la lettre de la duchesse. Probablement ses 15 thèses manuscrites Das clauster leben vnchristlich vnd schedlich sey de 1528 (un extrait changeant de De votis monasticis de 1521) sont une réaction à la fuite d'Ursula du couvent.
Entre 1528 et 1530, Ursula de Münsterberg et Dorothea Tanberg échangent avec le clerc de Zwickau, Stephan Roth, qui concernent, entre autres, le sort de la religieuse Katharina Wildeck laissée dans le couvent.
Les ducs Georges et Henri de Saxe interviennent en vain auprès de leur cousin Jean qui refuse de leur livrer la duchesse évadée. La fuite d'Ursula de Münsterberg intervient au moment d'un conflit entre Georges et Jean à propos d'Otto von Pack. La duchesse Marguerite de Münsterberg tente de convaincre sa nièce de retourner au couvent qui est à des règles de visite strictes en janvier 1529.
En janvier 1529, Ursula de Münsterberg se rend à Marienwerder chez sa sœur Apollonia (née avant 1496 ou 1500, morte en 1529), mariée à l'évêque local Erhard de Queis depuis 1528. Sa sœur est décédée deux mois plus tard en mars de la même année en couches après la naissance de sa fille Maria (née en 1529, morte en 1538), son beau-frère en septembre 1529. Le duc Albert de Brandebourg-Ansbach confie la fille orpheline à Ursula de Münsterberg. Albert est le beau-frère d'Apollonia et du cousin d'Ursula, le duc Frédéric II de Legnica et de Georges de Saxe. En 1530, Ursula de Münsterberg séjourne à Legnica chez le duc et la même année, elle écrit à l'abbesse Élisabeth de Weida pour être admise au monastère des femmes libres de Gernrode. La demande n'est probablement venue qu'après le décès de sa tante Marguerite de Münsterberg (morte le 28 juin 1530). L'abbesse promet d'étudier sa demande dans sa réponse. Frédéric II de Legnica relaie sa demande lors de la diète d'Empire à Augsbourg en 1530. La présence d'Ursula de Münsterberg à Legnia est documentée jusqu'en 1532. Son dernier signe de vie est une lettre à Frédéric II de Legnica en février 1534, sans préciser le lieu d'envoi, dans laquelle elle fait état de sa mauvaise santé et rend des décrets finaux.
L'œuvre de Ursula de Münsterberg est de 1596 à 1900 dans l’Index librorum prohibitorum ; le pape Léon XIII retire son nom.
Ursula de Münsterberg  est parfois confondue avec ses cousines Ursula von Münsterberg-Œls (1498-1545), fille du duc Albert de Münsterberg-Œls, mariée en 1517 à Heinrich Švihovský von Riesenberg (mort en 1551), ou Ursula von Münsterberg-Frankenstein (1505-1539) [23], fille du duc Charles de Münsterberg-Œls, mariée à Hieronymus de Bieberstein (mort en 1549).